# Paragryllacris
Paragryllacris är ett släkte av insekter. Paragryllacris ingår i familjen Gryllacrididae.
Kladogram enligt Catalogue of Life:
| Paragryllacris | \| \| Paragryllacris combusta \| \| \| \| \| \| Paragryllacris fissa \| \| \| \| \| \| Paragryllacris griffinii \| \| \| \| \| \| Paragryllacris nigrosulcata \| \| \| \| |
|                | \| \| Paragryllacris combusta \| \| \| \| \| \| Paragryllacris fissa \| \| \| \| \| \| Paragryllacris griffinii \| \| \| \| \| \| Paragryllacris nigrosulcata \| \| \| \| |
|                | Paragryllacris combusta |
|                | |
|                | Paragryllacris fissa |
|                | |
|                | Paragryllacris griffinii |
|                | |
|                | Paragryllacris nigrosulcata |
|                | |